# Racine (Wisconsin)
Racine ist eine Stadt (mit dem Status „City“) und Verwaltungssitz des Racine County im US-amerikanischen Bundesstaat Wisconsin. Im Jahr 2020 hatte Racine laut US Census Bureau 77.816 Einwohner.
Racine ist Bestandteil der Metropolregion Milwaukee.

## Geografie
Racine liegt im Südosten Wisconsins an der Mündung des Root River in den Michigansee. Das Stadtgebiet erstreckt sich über eine Fläche von 48,4 km², die sich auf 40,2 km² Land- und 8,1 km² Wasserfläche verteilen.
Die nächstgelegenen Großstädte sind Milwaukee (39,6 km nördlich), Wisconsins Hauptstadt Madison (168 km westnordwestlich), Rockford in Illinois (142 km westsüdwestlich) und Chicago (107 km südlich).

## Geschichte
Zum Ende des 19. Jahrhunderts hatte Racine gerade, breite Straßen, schöne öffentliche Gebäude, ein theologisches Seminar, Fabriken für landwirtschaftliche Maschinen, Wagen, Wollwaren etc., eine Schiffswerft und Eisenwerke. Im Jahr 1885 hatte die Stadt 19.636 Einwohner.

## Wirtschaft
Das internationale Unternehmen S. C. Johnson & Son wurde 1886 in Racine gegründet und hat noch heute hier seinen Sitz. Der Konzern stellt Reinigungs- und Pflegeprodukte sowie Insektenschutzmittel her wie z. B. Autan. Trotz seiner Größe mit weltweit 12.000 Beschäftigten und einem Jahresumsatz von 6,6 Milliarden US-Dollar (2004) ist die Firma noch immer im reinen Familienbesitz. Weitere bedeutende Unternehmen sind Modine, der zur Robert Bosch GmbH gehörende Werkzeughersteller Dremel sowie eine Niederlassung der Firma Putzmeister, führender Hersteller von Betonpumpen. Im nordwestlichen Teil der Stadt liegt der John H. Batten Airport.

## Sehenswürdigkeiten
- Wind Point Lighthouse: am nördlichen Ende des Hafens von Racine
- S.C. Johnson and Son Administration Building and Research Tower: ein National Historic Landmark der USA, erbaut in den Jahren 1936–1939
- Racine Zoological Gardens
- Thomas P. Hardy House, Frank Lloyd Wright House, gelistet im National Register of Historic Places
- The Prairie School, private Eliteschule, Frank Lloyd Wright Gebäude
- Racine Art Museum, Museum für Kunsthandwerk und für zeitgenössische Kunst

## Bevölkerung
Nach der Volkszählung im Jahr 2020 lebten in Racine 77.816 Menschen in 30.684 Haushalten. Die Bevölkerungsdichte betrug 1935,7 Einwohner pro Quadratkilometer. In den 30.684 Haushalten lebten statistisch je 2,45 Personen.
Ethnisch betrachtet setzte sich die Bevölkerung zusammen aus 65,1 Prozent Weißen, 23,1 Prozent Afroamerikanern, 0,4 Prozent amerikanischen Ureinwohnern, 0,9 Prozent Asiaten sowie 10,5 Prozent aus anderen ethnischen Gruppen; 5,2 Prozent stammten von zwei oder mehr Ethnien ab. Unabhängig von der ethnischen Zugehörigkeit waren 22,4 Prozent der Bevölkerung spanischer oder lateinamerikanischer Abstammung.
27,3 Prozent der Bevölkerung waren unter 18 Jahre alt, 60,3 Prozent waren zwischen 18 und 64 und 12,4 Prozent waren 65 Jahre oder älter. 50,7 Prozent der Bevölkerung war weiblich.

Das mittlere jährliche Einkommen eines Haushalts lag bei 44.056 USD. Das Pro-Kopf-Einkommen betrug 22.808 USD. 21,0 Prozent der Einwohner lebten unterhalb der Armutsgrenze. Somit ist der Anteil der Menschen die in Armut leben in Racine doppelt so hoch wie im amerikanischen Bundesdurchschnitt (10,5 %)

## Söhne und Töchter der Stadt
- Gar Alperovitz (* 1936), Historiker
- Frank Bencriscutto (1928–1997), Komponist
- Madelynn Bernau (* 1998), Sportschützin
- Joel Burns (* 1975), britisch-US-amerikanischer Basketballspieler
- Caron Butler (* 1980), Basketballspieler
- Gerald Cannon (* 1958), Jazz-Bassist
- Chi Coltrane (* 1948), Rockmusikerin und Songschreiberin
- Ellen Corby (1911–1999), Schauspielerin
- Christopher Crowe (* 1948), Drehbuchautor, Produzent, Regisseur und Schauspieler
- Clifford Earle (1935–2017), Mathematiker
- Gregory A. Feest (* 1956), Generalmajor der United States Air Force
- Joel Frahm (* 1970), Jazzmusiker
- George Gillett (* 1938), Geschäftsmann
- Greg Graffin (* 1964), Sänger der Punkband Bad Religion
- Chad Harbach (* 1975), Schriftsteller
- Max Hardcore (1956–2023), Pornodarsteller und Filmproduzent
- Paul Percy Harris (1868–1947), Gründer von Rotary International
- Kevin Henkes (* 1960), Schriftsteller und Illustrator
- Russ Johnson (* 1965), Jazz- und Improvisationsmusiker
- Kaitlin Keough (* 1992), Cyclocrossfahrerin
- David Kherdian (* 1931), Schriftsteller
- Gertrude Kuh (1893–1977), Landschaftsarchitektin
- Larry Kusche (* 1940), Pilot, Fluglehrer, Bibliothekar und Sachbuchautor
- Peter Madsen (* 1955), Jazz-Pianist
- Fredric March (1897–1975), Schauspieler
- Jesse Marsch (* 1973), Fußballspieler und -trainer
- Billy Maxted (1917–2001), Jazzpianist
- Benedikt Mayer (* 1953), deutscher Politiker
- Barbara McNair (1934–2007), Schauspielerin
- Gwen Moore (* 1951), Politikerin
- Brent Moss (1972–2022), American-Football-Spieler
- Warner Richmond (1886–1948), Schauspieler
- Paul Seitz (* 1951), Komponist und Musikpädagoge
- Brandon Shack-Harris (* 1981), Pokerspieler
- Richard John Sklba (1935–2024), römisch-katholischer Weihbischof in Milwaukee
- Lawrence H. Smith (1892–1958), Politiker
- Jimmie Ward (* 1991), American-Football-Spieler

## Städtepartnerschaften
- Aalborg, Dänemark
- Bluefields, Nicaragua
- Fortaleza, Brasilien
- Montélimar, Frankreich
- Ōiso, Japan